# Сухе-Батор
Сухе́-Ба́тор — місто в Монголії на березі річки Орхон, поблизу впадіння її в Селенгу, біля кордону з Росією.
Адміністративний центр Селенгинського аймаку.
- Населення 19,224 тис. осіб (2007).

## Історія
Місто утворено у 1940 році.

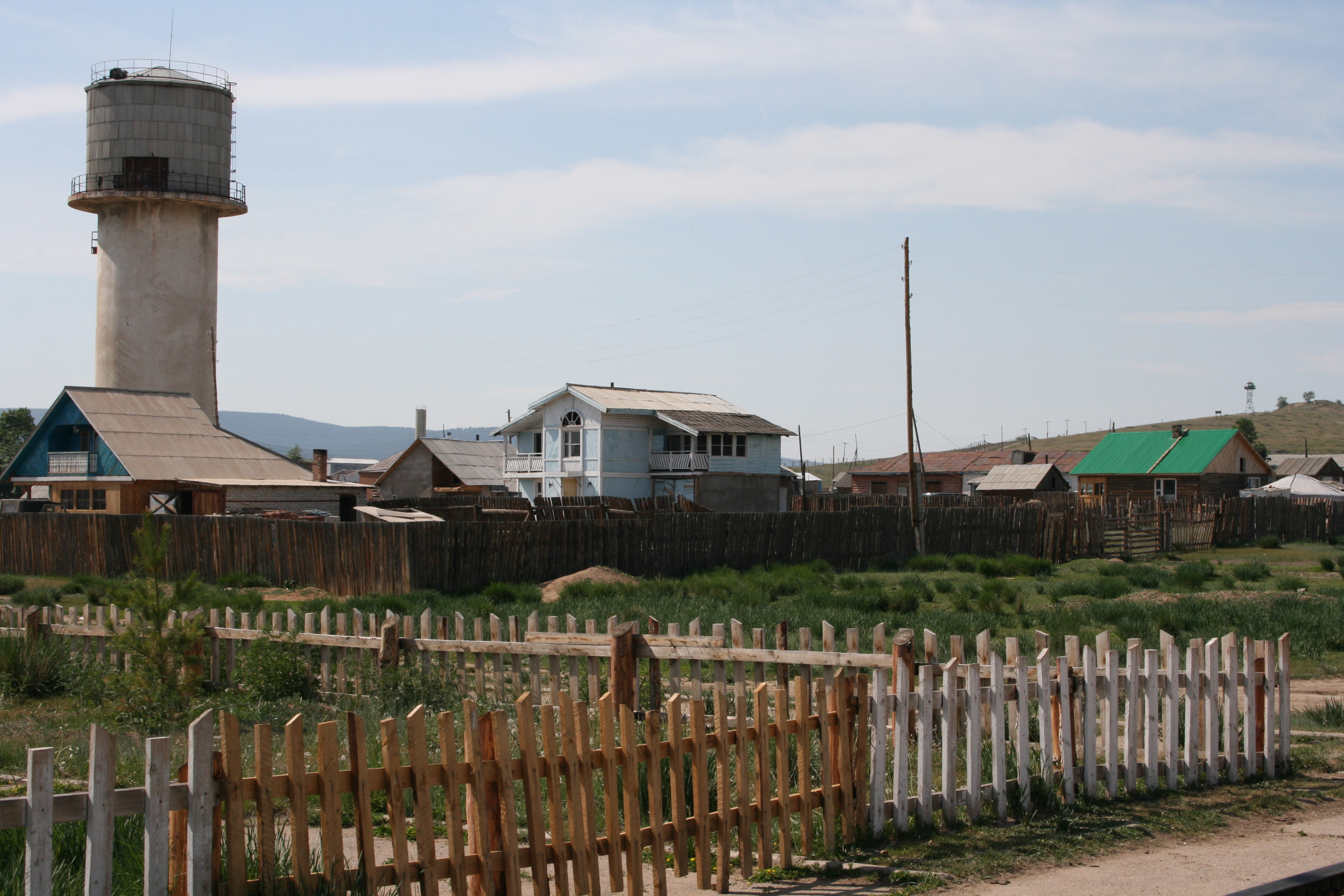
Околиця Сухе-Батора, кордон з Росією

Спочатку у 1920 році утворений під назвою Цагаан ерег. У 1940 перейменований та названий на честь монгольського політичного і державного діяча Сухе-Батора.

## Економіка
Торговий-транспортний пункт на Трансмонгольський залізниці Москва — Улан-Батор. У місті є теплоелектростанція, деревообробний та мукомольний завод, ветеринарна та зоотехнічна станції, сірникова фабрика (раніше деревооборобний завод). Один елеватор збудований з допомогою Китаю, три інші — радянськими фахівцями та військовими._

## Відомі особистості
У поселенні народився:
- Енхбатин Амартувшин (* 1986) — монгольський оперний співак.